# Ушневич Олег Михайлович
Ушне́́вич Оле́г Миха́йлович (нар.20 червня 1982, місто Дрогобич, Львівська область, УРСР — пом.20 лютого 2014, Київ, Україна) — громадський активіст. Активний учасник Євромайдану. Герой України.

## Біографія
Народився в сім'ї працівників Дрогобицького нафтопереробного заводу (теперішнє ВАТ НПК «Галичина») Михайла та Євгенії Ушневич. У віці 2.5 роки мати Олега померла народивши йому молодшого брата, якого разом з Олегом, на перший час, на виховання забрала до себе бабуся Анна, батькова мати зі Сколе, учасниця бойових дій, зв'язкова УПА. Згодом батько одружився вдруге з жінкою Анною, яка замінила хлопцям матір. Олег разом з батьками і сестрою Мар'яною проживали в Дрогобичі, а Роман, будучи ще маленьким залишився в бабусі і тітки в Сколе. Навчався Олег в Дрогобицькій середній школі № 14, потім — у Вищому професійному училищі № 19 м Дрогобича, де здобув фах столяра-різьб'яра . А після — в Університеті Львівська Політехніка на заочній формі, на будівельника. Після закінчення навчання деякий час працював в м Сколе, а потім у торговому центрі «Метро» у місті Львові.
З 2010 року працював за кордоном. На київському Майдані Олег Ушневич був із першого дня. Ймовірно, на певний час Олег Ушневич поїхав з Євромайдану, тому що газета «Факти і коментарі» згадує про прибуття Олега в Київ разом з «Львівською сотнею Майдану» в трагічну ніч протистояння з 18 на 19 лютого 2014 року.
Ось як про прибуття «Львівської сотні» згадує майданівець, мешканець Кременчука Андрій Шупик: 
| Почалося! — Раптом закричав наш друг Вася. — Ідуть! Здається, «Тітушки» … Обернувшись, я побачив, як в нашу сторону рухаються чоловік сто з щитами і битами. Нас же в тому місці на Хрещатику залишалося вже не більше двадцяти … Вони йшли швидко і впевнено. Долаючи біль у коліні, я нахилився, підняв якийсь камінь … Уже готовий був жбурнути, проте метрах в п'ятнадцяти від нас незнайомці чомусь зупинилися. «Хлопці, це ж наші! — Несподівано закричав Вася. — Подивіться на їхні обличчя. Такі обличчя можуть бути тільки у наших!» І дійсно. Начебто з битами, але очі добрі … «Хлопці, ви звідки?» — Крикнув я. Вперед, гримнувши щитами, вибігли четверо чоловіків років п'ятдесяти і … впали перед нами на коліна. «Брати! Пробачте, що так довго Їхали!» Це поспішала на підмогу «львівська сотня».[2]Оригінальний текст (рос.) Началось! — вдруг закричал наш друг Вася. — Идут! Кажется, «титушки» ... Обернувшись, я увидел, как в нашу сторону движутся человек сто со щитами и битами. Нас же в том месте на Крещатике оставалось уже не больше двадцати ... Они шли быстро и уверенно. Преодолевая боль в колене, я наклонился, поднял какой-то камень ... Уже готов был швырнуть, однако метрах в пятнадцати от нас незнакомцы почему-то остановились. «Ребята, это же наши! — неожиданно закричал Вася. — Посмотрите на их лица. Такие лица могут быть только у наших!» И действительно. Вроде бы с битами, но глаза добрые… «Хлопцы, вы откуда?» — крикнул я. Вперед, громыхнув щитами, выбежали четверо мужчин лет пятидесяти и ... упали перед нами на колени. укр. «Брати! Пробачте, що так довго їхали!» Это спешила на подмогу «львовская сотня». |
Зі спогадів активіста Євромайдану тернопільчанина Олексія:

| Під час чергової спроби прорвати барикаду під ноги впала газова граната. Пам'ятаю вибух, а далі — темрява. Знепритомнів. Прийшовши до тями, побачив, що ... горю. На мені палав одяг, а я не міг встати. Зрозумів, що або зараз згорю, або затопчуть наступаючі силовики. Раптом хтось схопив мене за руки і кудись потяг. Я не бачив його обличчя. Помітив тільки, що людина без бронежилета. Він погасив на мені вогонь, затягнув в укриття і, переконавшись, що я в безпеці, побіг назад на барикади.[2]Оригінальний текст (рос.) Во время очередной попытки прорвать баррикаду под ноги упала газовая граната. Помню взрыв, а дальше — темнота. Потерял сознание. Очнувшись, увидел, что ... горю. На мне пылала одежда, а я не мог встать. Понял, либо сейчас сгорю, либо затопчут наступающие силовики. Вдруг кто-то схватил меня за руки и куда-то потащил. Я не видел его лица. Заметил только, что человек без бронежилета. Он потушил на мне огонь, затащил в укрытие и, убедившись, что я в безопасности, побежал обратно на баррикады. |
Як пізніше дізнався Олексій, цим невідомим був Олег Ушневич. Та подякувати своєму рятівникові він не встиг. 20 лютого 2014 року Олег Ушневич загинув від двох куль снайпера, які влучили в серце. Тіло було перенесено і ідентифіковано в готелі «Україна». Похований у місті Сколе. Згідно інформації на сторінці в соціальній мережі «Вконтакті», Олег не входив ні в яку політичну партію, але щиро підтримував ВО «Свобода», чиї ідеї, програма захисту українців, та їхня послідовність були близькі його власним переконанням. А ще хлопець був переконаний, що він та всі інші люди вийшли на Майдан не за Європу, не проти когось, чи за когось конкретного, а за краще майбутнє наших українських дітей — так він висловився під час подій революції Гідності на своїй сторінці в соц мережах, це підтвердив брат Олега Роман Ушневич — депутат Сколівської міської ради від ВО «Свобода».

## Нагороди
- Звання Герой України з удостоєнням ордена «Золота Зірка» (21 листопада 2014, посмертно) — за громадянську мужність, патріотизм, героїчне відстоювання конституційних засад демократії, прав і свобод людини, самовіддане служіння Українському народу, виявлені під час Революції гідності[5]
- Медаль «За жертовність і любов до України» (УПЦ КП, червень 2015) (посмертно)[6]

## Вшанування пам'яті
15 лютого 2015 року у місті Сколе встановили меморіальну дошку на честь Олега Ушневича..
22 грудня 2014 року в Дрогобичі на фасаді будівлі Вищого професійного училища № 19, відкрито меморіальну дошку Олегу Ушневичу, Ігорю Борису та Івану Ісику.
Пам'яті Героя Небесної сотні — Олега Ушневича присвячена частина експозиції історико-краєзнавчого музею «Сколівщина» у місті Сколе.

## Галерея

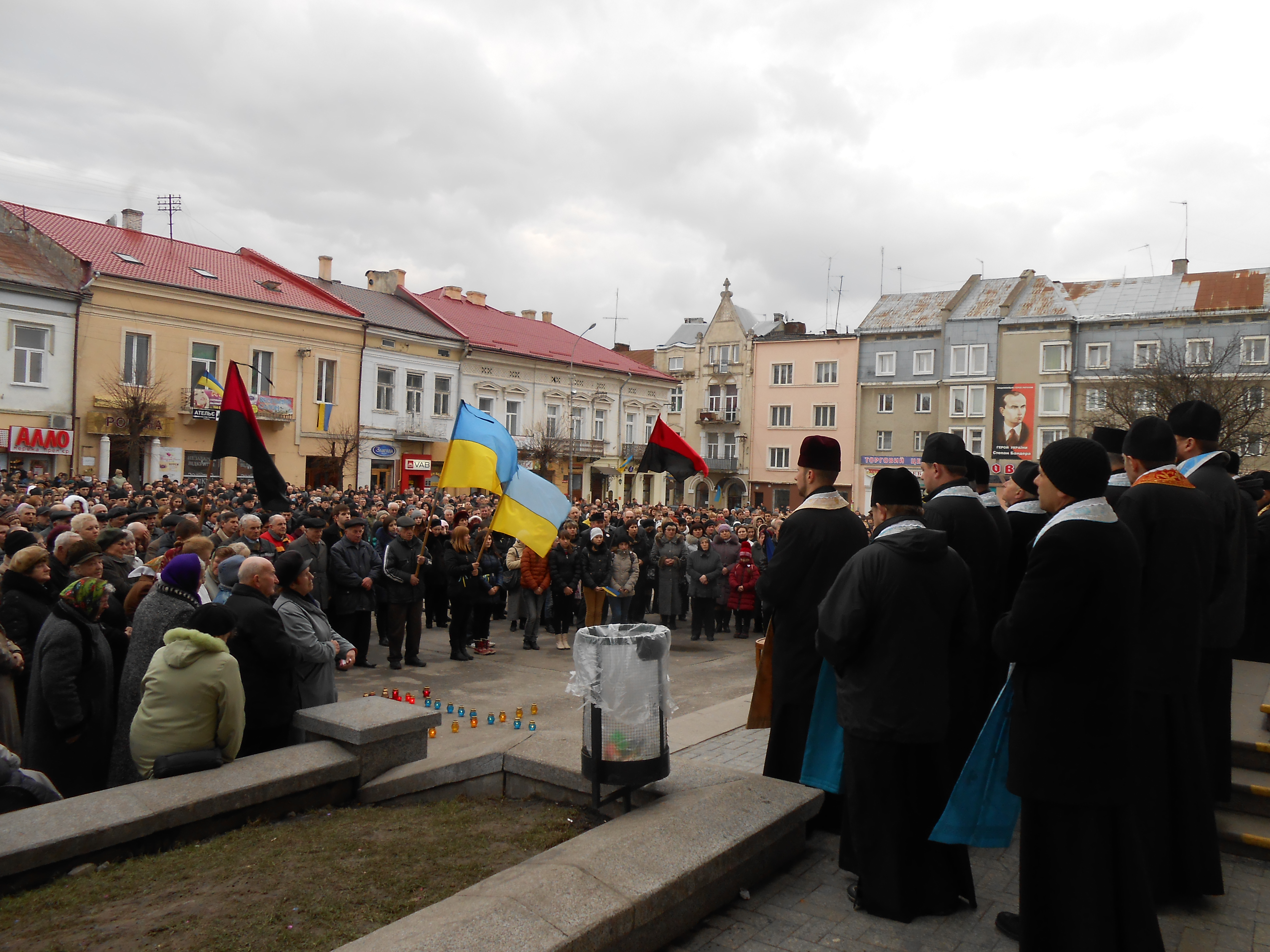
Дрогобичани в молитві за загиблими на Майдані, серед котрих троє з Дрогобиччини
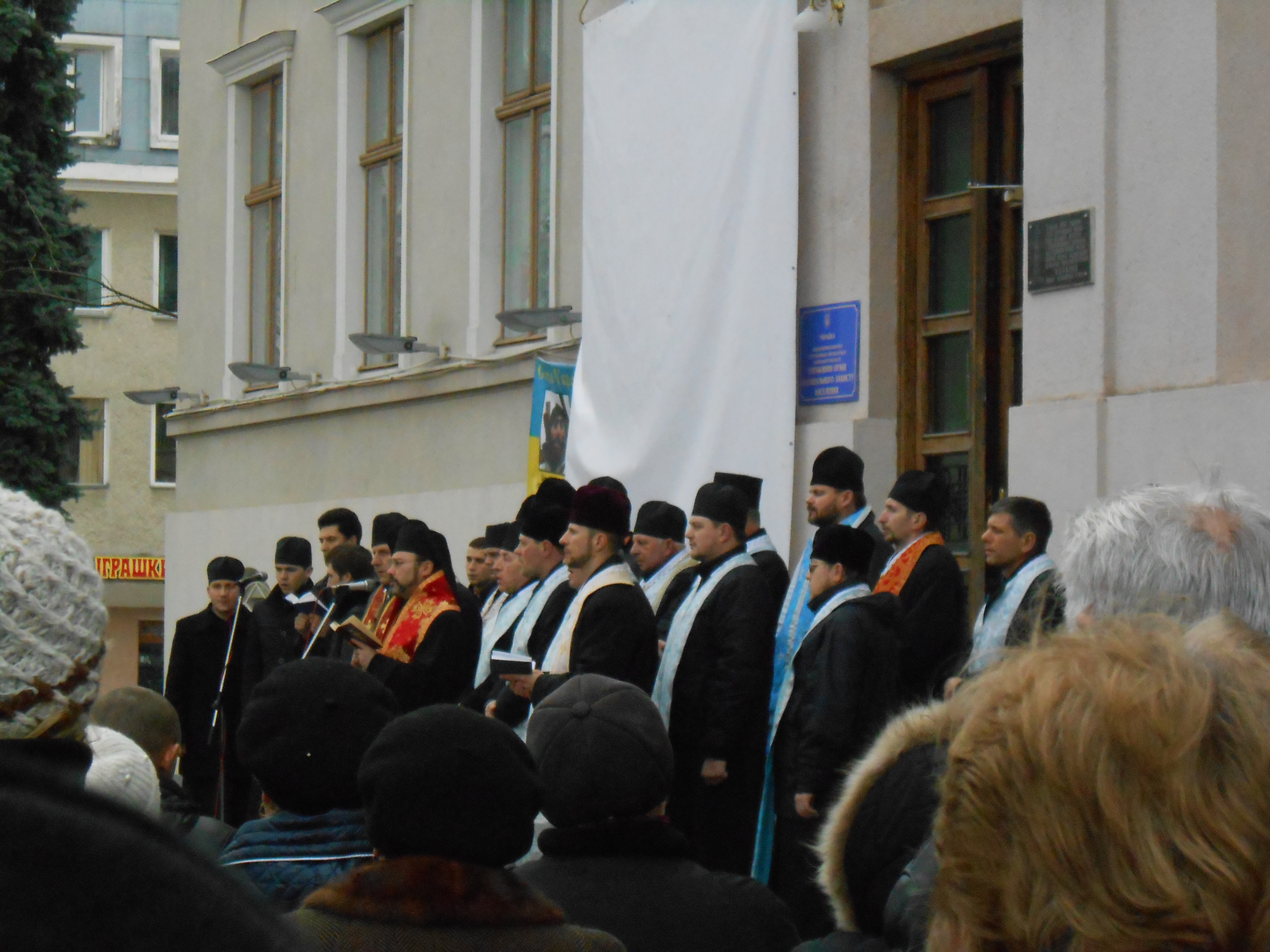
Молитва в Дрогобичі 20 лютого 2014 року за вбитими на Євромайдані
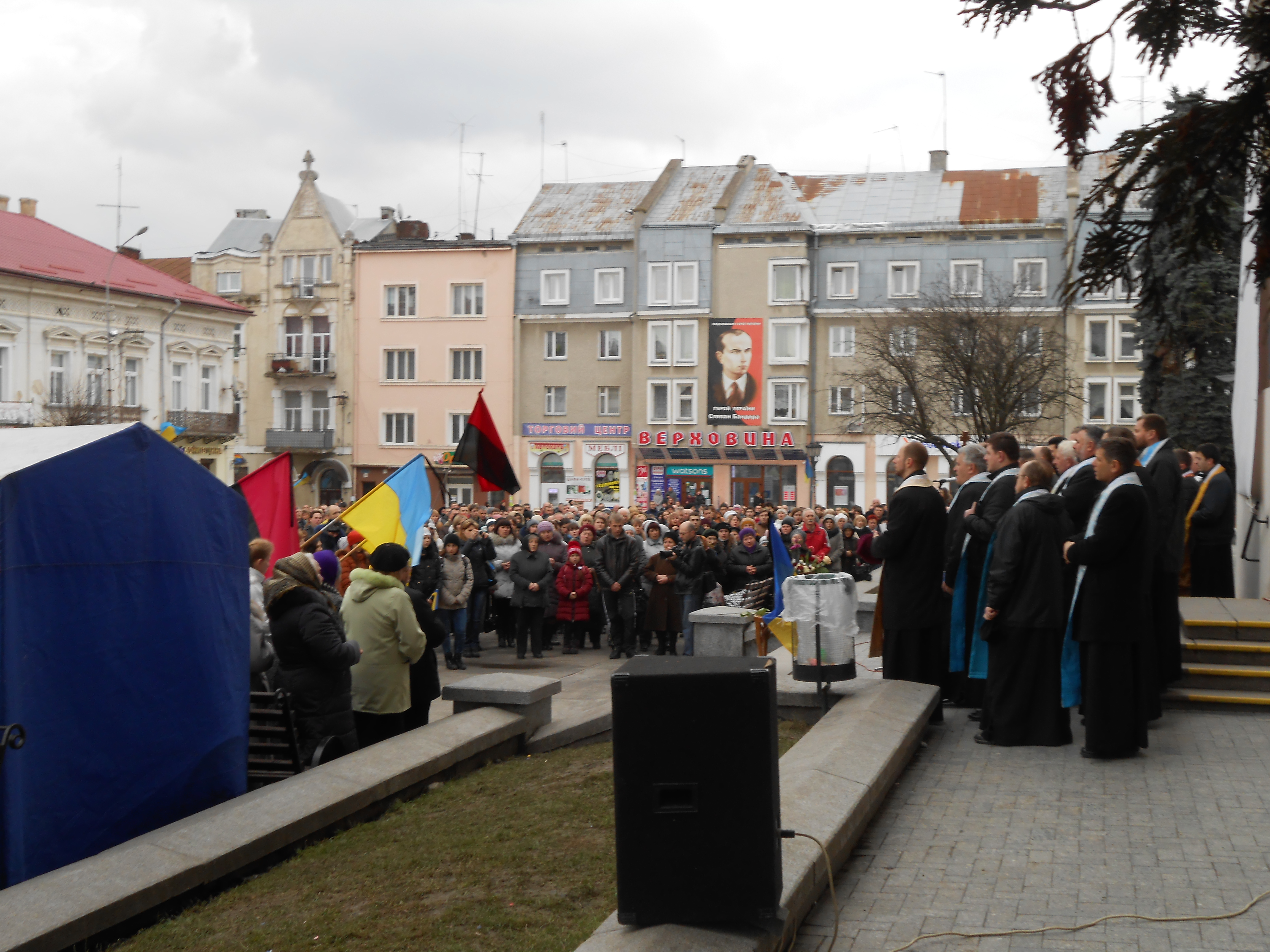
Поминальна молитва в Дрогобичі за вбитими на Євромайдані
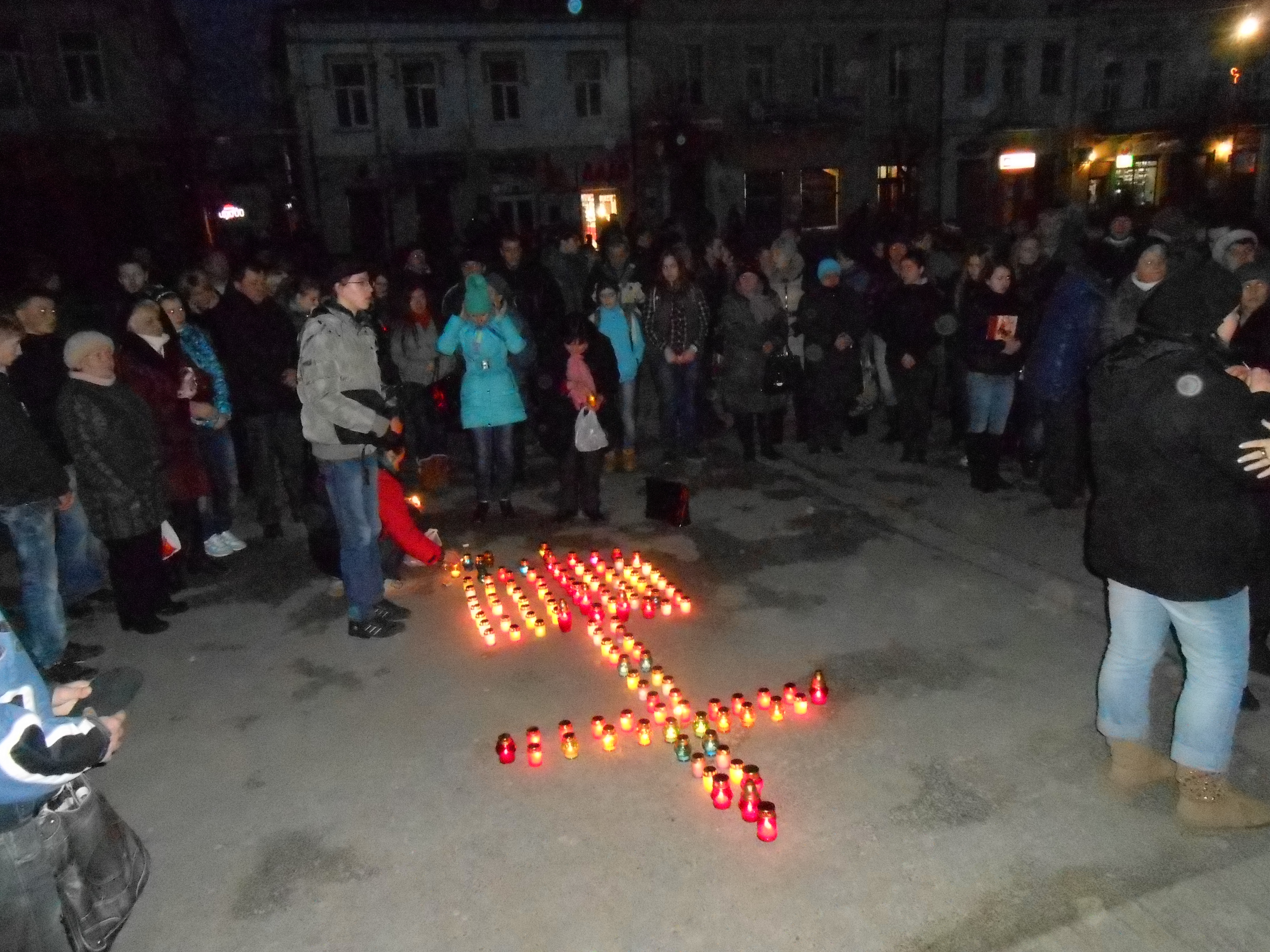
Поминальні свічки від дрогобичан в спомин душ людей, вбитих на Євромайдані. Дрогобич, площа Ринок перед ратушею, 20.02.2014
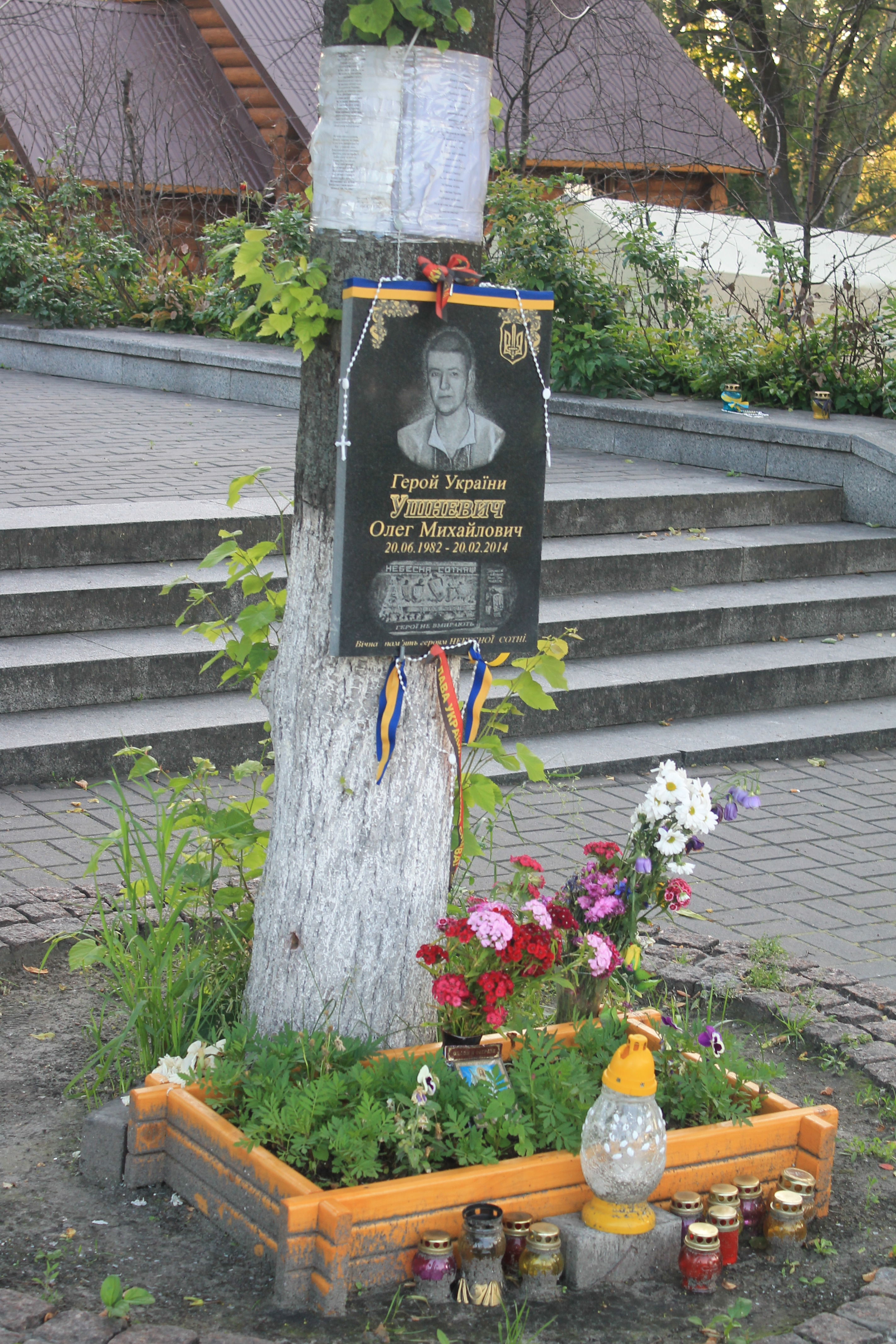
пам'ятний знак на місці загибелі Олега Ушневича